# Безымянный фильм Алехандро Гонсалеса Иньярриту
Безымянный фильм Алехандро Гонсалеса Иньярриту — предстоящий драматический фильм мексиканского режиссёра Алехандро Гонсалеса Иньярриту. В фильме снимутся Том Круз, Сандра Хюллер, Джон Гудмен, Майкл Стулбарг, Джесси Племонс и Софи Уайлд.
Премьера фильма запланирована на 2 октября 2026 года.

## Сюжет
Самый могущественный человек в мире отправляется в безумную миссию, чтобы спасти человечество, прежде чем вызванная им катастрофа уничтожит всё.

## В ролях
- Том Круз
- Сандра Хюллер
- Джон Гудмен
- Майкл Стулбарг
- Джесси Племонс
- Софи Уайлд
- Риз Ахмед
- Эмма Д'Арси
- Роберт Джон Берк
- Бёрн Горман

## Производство
В феврале 2024 года стало известно, что Алехандро Гонсалес Иньярриту начал работу над своим первым после «Выжившего» англоязычным фильмом. В главной роли снимется Том Круз, а дистрибуцией займётся компания Warner Bros. Pictures. Производством фильма занимается компания Legendary Pictures. В августе 2024 года был объявлен актёрский состав фильма, в который, помимо Круза, вошли Сандра Хюллер, Джон Гудмен, Майкл Стулбарг, Джесси Племонс и Софи Уайлд. В начале 2025 года к актёрскому составу присоединились Эмма Д'Арси, Роберт Джон Берк и Бёрн Горман. Съёмки начались в Великобритании 7 ноября 2024 года.

## Премьера
Премьера фильма в США запланирована на 2 октября 2026 года.